# Клайв (Айова)
Клайв (англ. Clive) — місто (англ. city) в США, в округах Полк і Даллас штату Айова. Населення — 18 601 особа (2020).

## Географія
Клайв розташований за координатами 41°36′48″ пн. ш. 93°47′52″ зх. д. / 41.61333° пн. ш. 93.79778° зх. д. (41.613243, -93.797871).  За даними Бюро перепису населення США в 2010 році місто мало площу 19,96 км², з яких 19,65 км² — суходіл та 0,31 км² — водойми.

## Демографія
Згідно з переписом 2010 року, у місті мешкало 15 447 осіб у 5754 домогосподарствах у складі 4321 родини. Густота населення становила 774 особи/км².  Було 6077 помешкань (304/км²).
Расовий склад населення:
| - 88,1 % — білих - 4,0 % — азіатів - 2,2 % — чорних або афроамериканців - 0,2 % — корінних американців - 3,4 % — осіб інших рас |

До двох чи більше рас належало 2,1 %. Частка іспаномовних становила 7,5 % від усіх жителів.
За віковим діапазоном населення розподілялося таким чином: 28,3 % — особи молодші 18 років, 61,7 % — особи у віці 18—64 років, 10,0 % — особи у віці 65 років та старші. Медіана віку мешканця становила 37,9 року. На 100 осіб жіночої статі у місті припадало 99,4 чоловіків;  на 100 жінок у віці від 18 років та старших — 98,1 чоловіків також старших 18 років.
Середній дохід на одне домашнє господарство  становив 128 882 долари США (медіана — 93 160), а середній дохід на одну сім'ю — 147 563 долари (медіана — 113 935). Медіана доходів становила 70 052 долари для чоловіків та 47 273 долари для жінок. За межею бідності перебувало 2,6 % осіб, у тому числі 2,5 % дітей у віці до 18 років та 0,7 % осіб у віці 65 років та старших.
Цивільне працевлаштоване населення становило 8996 осіб. Основні галузі зайнятості: фінанси, страхування та нерухомість — 24,3 %, освіта, охорона здоров'я та соціальна допомога — 19,1 %, роздрібна торгівля — 9,8 %, науковці, спеціалісти, менеджери — 9,8 %.